# Pseudochazara persica
Pseudochazara persica är en fjärilsart som beskrevs av Hugo Theodor Christoph 1876. Pseudochazara persica ingår i släktet Pseudochazara och familjen praktfjärilar. Inga underarter finns listade i Catalogue of Life.